# Fallschirmjägerhelm M38

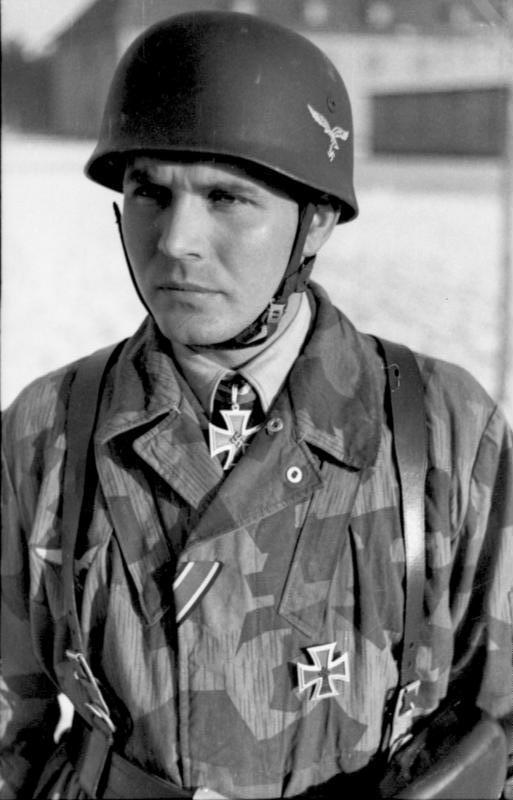
Ранний вариант каски парашютиста

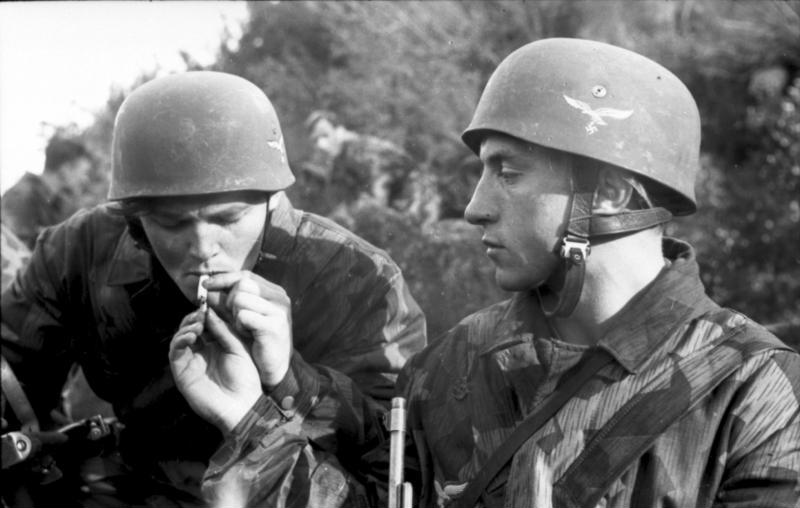
Немецкие парашютисты в Италии

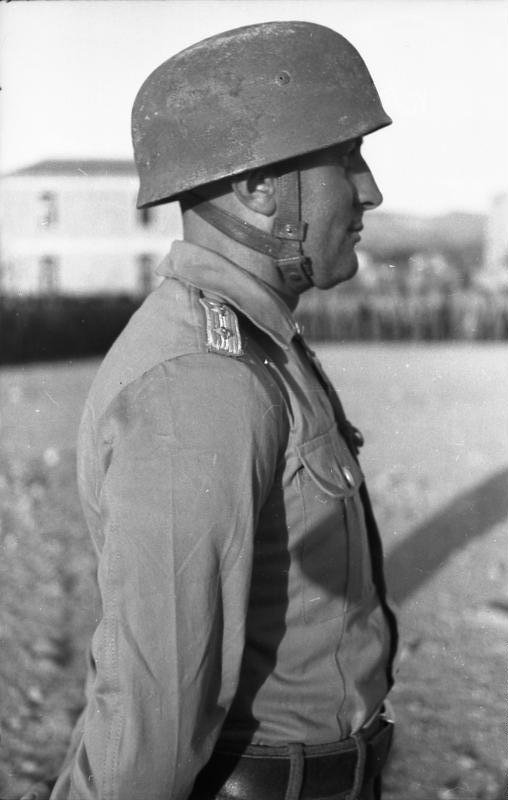

Fallschirmjägerhelm M38 — стальной шлем для воздушно-десантных подразделений нацистской Германии.

## История
В ходе тренировок созданных в январе 1936 года первых воздушно-десантных подразделений было установлено, что общевойсковой шлем обр. 1935 года не подходит для прыжков с парашютом — в результате воздействия воздушного потока на выступающие поля шлема неплотно закреплённый шлем могло сорвать с головы десантника, а при плотно зафиксированном на голове шлеме находившийся под подбородком ремень сдавливал шею, вызывая удушье.
Первым решением стало изготовление в 1936 году на предприятии «Eisenhüttenwerke» партии шлемов «Fallschirmhelm» (представлявших собой вариант шлема М35 со срезанными выступающими полями и стандартным подшлемником образца 1931 года), но в ходе испытаний были выявлены их недостатки и принято решение о создании для парашютно-десантных подразделений шлема специальной конструкции.
Шлем инженера Хайслера был разработан в 1936—1937 гг. и в 1938 г. — принят на вооружение.
Первоначально выпущенные шлемы окрашивали в стандартный серо-синий цвет люфтваффе и получали эмблемы (трёхцветную государственную эмблему на одной стороне и орла люфтваффе на другой), после начала Второй мировой войны шлемы начали окрашивать под цвет местности (обычно в зелёный или тускло-жёлтый цвет), а эмблемы наносить перестали. После наступления зимы шлемы начали окрашивать в белый цвет, в дальнейшем среди военнослужащих получили распространение разнообразные маскировочные чехлы, а также закреплённая поверх каски маскировочная сеть или металлическая проволочная сетка (которая служила для крепления растительности или иных элементов маскировки).
После 1941 года среди военнослужащих парашютно-десантных подразделений, которые использовались в качестве пехоты или мотопехоты, всё большее распространение получали общевойсковые шлемы вермахта.
В 1943 году был создан 500-й парашютно-десантный батальон СС, личный состав которого получил каски М38.
В 1945 году производство шлемов было прекращено, после окончания войны значительное количество шлемов было уничтожено союзниками в ходе демилитаризации Германии.

## Описание
Шлем сделан округлым и обтекаемым, в сравнении с Stahlhelm M35 его размеры и масса уменьшены, изменилась и форма ремешка, который стал Y-образным (дополнительный фиксирующий ремень крепился к затылочной части каски, что существенно увеличивало плотность посадки шлема на голове и теперь во время прыжка воздушные потоки не раскачивали голову парашютиста из стороны в сторону).
Вместо армейского подшлемника стал применяться интегральный колпак с 11 большими отверстиями. Сшитый из двух кусков бараньей кожи (которую с 19 мая 1940 года, из-за дороговизны и сложности выделки, заменили свиной кожей) и армированный пробковым деревом, он вместе с каркасом-обручем обеспечивал дополнительную защиту от травм во время посадки. Вскоре вместо пробки в качестве амортизатора стали применять каучук (вспененную резину). Подшлемник стал наборным — семь разных по толщине резиновых сегментов, крепившихся к алюминиевому кольцу, ещё точнее отслеживали профиль головы десантника.

## Страны-эксплуатанты
- Нацистская Германия

Военнослужащие парашютно-десантного батальона ВВС Болгарии в немецком снаряжении (1944)

- Болгария — 12 марта 1942 года было принято решение о создании парашютно-десантной роты в составе военно-воздушных сил Болгарии, в соответствии с которым в начале 1943 года в составе ВВС Болгарии был создан парашютно-десантный батальон, получивший немецкое вооружение и снаряжение (в том числе, немецкие десантные шлемы). После перехода Болгарии на сторону Антигитлеровской коалиции в сентябре 1944 года в условиях ведения совместных боевых действий болгарскими и советскими войсками против немецких войск перед отправкой на фронт в октябре 1944 года болгарский парашютно-десантный батальон получил общевойсковые болгарские каски обр. 1936 года и общевойсковую униформу. После окончания Второй мировой войны немецкие десантные шлемы вновь стали использовать при парашютно-десантной подготовке военнослужащих — по меньшей мере до начала 1950-х годов[3].